# Federal Reserve Bank Building (Seattle)
El Federal Reserve Bank Building, también conocido como el Federal Reserve Bank of San Francisco, Seattle Branch (o sea el Banco de la Reserva Federal de San Francisco, Sucursal de Seattle), sirvió como las oficinas de la sucursal de Seattle (Estados Unidos) del Banco de la Reserva Federal de San Francisco durante más de 50 años, desde 1951 hasta 2008.
El sitio ha sido objeto de varias propuestas de remodelación, incluido un plan de 2008 para demolerlo, el cual detuvo un fallo del Tribunal de Distrito de Estados Unidos. Después de que su propiedad se transfiriera a la Administración de Servicios Generales en 2013, se subastó a Martin Selig Real Estate en 2015 por 16 millones de dólares. Más tarde, la empresa anunció planes para construir un rascacielos de uso mixto de 48 pisos, pero redujo el proyecto a solo siete. La adición se completó en 2020.
Está sido incluido en el Registro Nacional de Lugares Históricos desde 2013.

## Arquitectura y diseño
El Federal Reserve Bank Building está ubicado a media cuadra en el lado oeste de la Segunda Avenida entre las calles Madison y Spring. De estilo moderno consta de seis pisos, cuatro por encima del nivel de la calle y dos por debajo, y está compuesto de acero estructural y hormigón armado. La fachada principal, que da a la Segunda Avenida, está revestida parcialmente con piedra caliza Indiana de color gris claro. Las paredes exteriores del sótano están revestidas de granito marrón rojizo. Una pequeña plaza en Segunda Avenida frente a la entrada principal, retrasada de la calle por 5 m, cuenta con jardineras adosadas terminadas con granito pulido y sirven como zócalo.
Los dos pisos del sótano, ubicados debajo del nivel de la calle, albergaban una bóveda de 17 x 17 m, detrás de 76,2 cm muros de hormigón armado y puertas de acero inoxidable en la esquina sureste. Los 465 m² bóveda utilizó 335 000 kg de material durante su construcción y una vez incluyó una escalera circular que se retiró en 2005. Los pisos del sótano también tenían un pequeño estacionamiento y un vestíbulo seguro para camiones accesible a través de un callejón, espacios de trabajo y un campo de tiro para uso del personal de seguridad. El primer piso cuenta con los únicos espacios públicos, principalmente el vestíbulo y los antiguos puestos de cajeros, así como la entrada principal a la Segunda Avenida. Un pequeño espacio alquilable en el primer piso fue ocupado anteriormente por el FBI en los años 1950 y ha permanecido desocupado desde 1990. Los pisos superiores tenían oficinas abiertas y áreas de procesamiento de cheques, junto con comodidades para los empleados, como una cafetería y salones.
El Federal Reserve Bank Building es una de las primeras obras que se conservan del estudio de arquitectura con sede en Seattle NBBJ, fundado en 1943. el arquitecto principal del proyecto fue William J. Bain, uno de los socios fundadores de la firma. Fue construido para resistir el impacto de una bomba atómica y luego fue modernizado para resistir fuertes terremotos. Diseñado en el estilo modernista por Bain, recuerda el estilo moderno de antes de la guerra con sus características sólidas y su fachada simple. El Federal Reserve Bank Building comparte algunas características con el William Kenzo Nakamura United States Courthouse, otro edificio federal en Seattle que se construyó una década antes. El diseño del Federal Reserve Bank Building ha sido descrito como uno de "permanencia y seguridad", con su "austeridad y peso visual [destacándose] entre los muchos rascacielos modernos en el distrito financiero circundante".

## Historia
La sucursal de Seattle del Banco de la Reserva Federal de San Francisco se abrió en 1917 y pasó sus primeras tres décadas en un espacio alquilado en el Edificio Baillargeon en el centro de Seattle. Los planes para un edificio permanente para la Reserva Federal se redactaron en 1948 y la junta de San Francisco aprobó su construcción el 28 de febrero de 1949. El sitio en 2nd y Madison fue elegido debido a su proximidad al distrito financiero de la ciudad y reemplazaría al Rialto Building, propiedad del banco, construido en 1894 y anteriormente hogar de la Biblioteca Pública de Seattle, así como uno de los primeros Frederick y Nelson. grandes almacenes. Diseñado por la firma de arquitectura local NBBJ en el estilo moderno posguerra, el inmueble de seis pisos con estructura de acero costaría 2.5 millones de dólares de dólares(equivalente a 31.66 millones de 2020) para construir.
La piedra angular se colocó el 20 de abril de 1950, marcando el comienzo de nueve meses de construcción por parte de Kuney Johnson Company. El Federal Reserve Bank Building se inauguró el 2 de enero de 1951, y la Reserva Federal compartió el nuevo edificio con la Oficina Federal de Investigaciones.
El edificio sufrió algunas alteraciones menores durante sus 50 años de uso por parte de la Reserva Federal, que consisten principalmente en mantenimiento de rutina y mejoras. En 1958, el exterior se limpió e impermeabilizó por recomendación del arquitecto William J. Bain, lo que provocó la decoloración del revestimiento de piedra caliza. En los años 1980, se reemplazaron el techo y las ventanas bajo la dirección de HNTB. Algunas partes se renovaron en los años 1990 para agregar nuevas comodidades para los empleados, incluida una cafetería y una sala de conferencias.
El terremoto de Nisqually de 2001, el 28 de febrero de 2001, causó daños menores a la estructura que fue atenuada por una modernización sísmica completada en 1996. Tras los ataques del 11 de septiembre de 2001, se cerró al acceso público y se agregaron varias características de seguridad al perímetro circundante.
La Reserva Federal anunció planes en 2004 para trasladar sus sucursales de Seattle al área Longacres de Renton en 4 ha anteriormente propiedad de Boeing. El edificio de Seattle se cerró el 20 de febrero de 2008, y el vicepresidente de la Reserva Federal, Donald Kohn, señaló en la dedicación de las instalaciones de Renton que el antiguo edificio "ya no era adecuado para operaciones eficientes" y no cumplía con los estándares de seguridad posteriores a 2001. La propiedad se transfirió a la Administración de Servicios Generales en abril de 2012 para prepararse para una posible venta.

## Proyecto de remodelación
Durante el desarrollo del Proyecto de Monorraíl de Seattle a principios de los años 2000, se propuso una estación de monorraíl elevado en Madison Street en Segunda Avenida en la plaza del Federal Reserve Bank Building, pero finalmente no se construyó.

### Plan inicial y demanda por preservación
Después de que el edificio fue desocupado en 2008, el desarrollador Sabey Corporation, con sede en Tukwila, negoció un trato con el Banco de la Reserva Federal para comprar la propiedad por 19,75 millones de dólares. Los conservacionistas locales se opusieron a la venta, quienes formaron el "Comité para la Preservación del Federal Reserve Bank Building de Seattle" y presentaron una demanda contra el Banco de la Reserva Federal en el Tribunal de Distrito de Estados Unidos el 21 de noviembre de 2008 para detener la venta propuesta. El juez federal Robert S. Lasnik falló a favor del grupo de conservacionistas el 19 de marzo de 2010, y encontró que el Banco de la Reserva Federal no había seguido los procedimientos federales adecuados para la disposición de los excedentes de propiedad.
El 4 de febrero de 2013, el Federal Reserve Bank Building se incluyó en el Registro Nacional de Lugares Históricos. En 2008, el Banco de la Reserva Federal trató de designarlo como un hito de la ciudad de Seattle, pero no obtuvo la aprobación de la Junta de Preservación de Monumentos. En 2016 Martin Selig Real Estatee,prendió un segundo intento.

### Subasta y propuesta de rascacielos
La Administración de Servicios Generales (GSA) intentó deshacerse del Federal Reserve Bank Building a través de sus procedimientos de propiedad federal excedente, pero para noviembre de 2014 no recibió solicitudes convincentes de agencias gubernamentales y organizaciones con una función pública. Una subasta pública comenzó el 5 de diciembre de 2014, con una oferta inicial fijada en 5 millones de dólares, y se fijó inicialmente para finalizar el 28 de enero de 2015. A fines de enero, las ofertas aumentaron a cerca de 10 millones de dólares entre los ocho postores y obligaron a extender el plazo de la subasta al mes siguiente. La licitación se cerró el 7 de febrero de 2015, con una oferta alta de 16 millones de dólares de dólarespresentada por un postor no revelado.
En abril de 2015, se anunció que el postor ganador de la subasta fue Martin Selig Real Estate. La firma anunció planes para construir una torre de oficinas de 31 pisos, diseñada por Perkins y Will, e incorporar el edificio existente como el podio del rascacielos con un jardín de invierno de 3 pisos que separa el edificio histórico de la adición.
Una de las ofertas fallidas provino de las Escuelas Públicas de Seattle, que habían propuesto renovarlo para convertirlo en una escuela primaria en 2014, la primera escuela del centro de la ciudad en 65 años. Inicialmente, el distrito solicitó la GSA en julio de 2014 a través del Departamento de Educación para adquirir la propiedad, pero fue rechazado por este último debido a la naturaleza tentativa de la solicitud. la junta escolar votó más tarde en noviembre de 2014 en contra de presentar una segunda solicitud por encima del costo de 50 millones de dólares de dólaresy el plazo de 3 años para las renovaciones. Sin embargo, se le permitió al distrito participar en la subasta de enero de 2015 y presentó una oferta de apertura de 1 millón de dólares. Las Escuelas Públicas de Seattle fueron el primer postor en abandonar la subasta cuando el precio superó la oferta final del distrito de 5.8 millones de dólares.
La Compass Housing Authority, un grupo de defensa de personas sin hogar, también propuso renovar el edificio para convertirlo en un refugio y centro de servicios para personas sin hogar en el centro de la ciudad en 2014, pero fue rechazado por el Departamento de Salud y Servicios Humanos por falta de fondos.
En diciembre de 2015, Selig anunció planes actualizados para incluir 12 pisos adicionales de viviendas, lo que eleva la altura total del rascacielos a 202 m y 48 pisos, lo que lo convertiría en el quinto edificio más alto de la ciudad. Después de la compra de abril de 2015, Selig pagó la limpieza del exterior y de la plaza así como de algunas demoliciones interiores del primer y cuarto pisos. 
Martin Selig adquirió a principios de 2016 las estatuas de estilo rubenesco Adán y Eva, del escultor colombiano Fernando Botero. Por ese entonces se anunció que el Adán de 3,8 m se exhibiría en un pedestal frente al Federal Reserve Bank Building.
En junio de 2016, Selig anunció que reduciría los planes debido a la oposición de grupos de preservación histórica por las alteraciones a la estructura histórica. La nueva adición propuesta de ocho pisos tiene 11 613 m² de espacio para oficinas e incluye un penthouse de dúplex. La adición fue diseñada por un equipo con William Bain Jr. y John Bain, hijo y nieto, respectivamente, del arquitecto original William Bain. Un tercer diseño lanzado a fines de noviembre redujo la altura a siete pisos y agregó una fachada oeste opaca después de las quejas de una torre de condominios vecina. La construcción de la adición comenzó a fines de 2018 y se completó en 2020 sin que se anunciara un inquilino de oficina importante.